# メタノマッシリイコックス・ルミニュエンシス
メタノマッシリイコックス・ルミニュエンシス（Methanomassiliicoccus luminyensis）は、ヒト糞便から分離されたメタン生成古細菌である。
フランス居住の86歳男性のサンプルから発見された。メタノール、モノメチルアミン、ジメチルアミン、トリメチルアミンの何れかと水素の組み合わせでメタンを生成し、増殖する。水素+二酸化炭素、ギ酸、酢酸は利用しない。大半の抗生物質に強い抵抗性を示し、グラム陽性であるがアンピシリンをはじめとするβ-ラクタム系抗生物質は一切効果がなく、同様にストレプトマイシン、テトラサイクリン、バンコマイシンなども無効である。一部の抗癌殺菌剤や抗原虫薬、高濃度のクロラムフェニコールによって増殖が阻害される。0.85μm程度のサイズの球菌で、TEM画像で透明に映る厚い層とその外側の薄い層で示される細胞壁を持つ。鞭毛をもたず、運動性はない。
ゲノムサイズは2.6Mbp、ORFは2,613個。これはヒトから分離されたメタン菌としては最大サイズである。
系統的にはCandidatus "Aciduliprofundum boonei"に最も近く、テルモプラズマ綱にメタノマッシリイコックス目が設置されている。2018年8月現在、記載種は本種のみであり単型であるが、全ゲノムが解読されているCandidatus "Methanomassiliicoccus intestinalis"など数系統が知られている。 
高齢になるに従って保有者は増加するが、本種が健康に与える影響は不明である。動脈硬化を誘発する有害なトリメチルアミンを分解する能力を有するため、心臓血管疾患の予防目的での使用が提案されている。